# Zaltu Mons
Lo Zaltu Mons è una struttura geologica della superficie di Venere.